# Atrometoides winkleri
Atrometoides winkleri är en stekelart som beskrevs av Josef Fahringer 1922. Atrometoides winkleri ingår i släktet Atrometoides och familjen brokparasitsteklar. Inga underarter finns listade.